# تیراندازی در المپیک تابستانی ۱۹۵۲
تیراندازی در بازی‌های المپیک تابستانی ۱۹۵۲ نام رویداد ورزش تیراندازی در بازی‌های المپیک تابستانی بود که در سال ۱۹۵۲ برگزار شد. این مسابقات از هفت بخش تشکیل شده بود که در هلسینکی برگزار شد.

## جدول مدال‌ها
| رتبه | کشور                      | طلا | نقره | برنز | مجموع |
| ۱    | نروژ (NOR)                | ۲   | ۰    | ۰    | ۲     |
| ۲    | اتحاد شوروی (URS)         | ۱   | ۱    | ۲    | ۴     |
| ۳    | مجارستان (HUN)            | ۱   | ۱    | ۱    | ۳     |
| ۴    | رومانی (ROU)              | ۱   | ۰    | ۱    | ۲     |
| ۴    | ایالات متحده آمریکا (USA) | ۱   | ۰    | ۱    | ۲     |
| ۶    | کانادا (CAN)              | ۱   | ۰    | ۰    | ۱     |
| ۷    | سوئد (SWE)                | ۰   | ۲    | ۱    | ۳     |
| ۸    | فنلاند (FIN)              | ۰   | ۱    | ۱    | ۲     |
| ۹    | اسپانیا (ESP)             | ۰   | ۱    | ۰    | ۱     |
| ۹    | سوئیس (SUI)               | ۰   | ۱    | ۰    | ۱     |